# Freaky (film)
A Freaky 2020-as amerikai természetfeletti fekete komédia film, amelyet Christopher Landon rendezett. A forgatókönyvet Christopher Landon és Michael Kennedy írták. A producere Jason Blum. A főszerepekben Vince Vaughn, Kathryn Newton, Katie Finneran, Celeste O’Connor és Alan Ruck láthatók. A film zeneszerzője Bear McCreary. A film gyártója a Blumhouse Productions és a Divide/Conquer, forgalmazója a Universal Pictures.
Amerikában 2020. november 13-án mutatták be. Magyarországon 2020. november 26-án mutatták volna be, de a UIP-Dunafilm 2021. július 1-re halasztotta.

## Cselekmény
Millie Kessler középiskolás diák. Barney Garris pedig a Böllér-hentes néven elhíresült sorozatgyilkos. Legújabb célpontja Millie lesz. Amikor meg akarja ölni, a varázstőr miatt testet cserélnek. Millie felfedezi, hogy csak egy napja van visszacsinálni az egészet, különben a gyilkos testébe ragad, akit az egész város köröz. Közben Barney Millie osztálytársait akarja megölni.

## Szereplők
| Szereplő       | Színész            | Magyar hang        |
| -------------- | ------------------ | ------------------ |
| Barney Garris  | Vince Vaughn       | Fekete Ernő        |
| Millie Kessler | Kathryn Newton     | Csifó Dorina       |
| Paula Kessler  | Katie Finneran     |                    |
| Nyla           | Celeste O’Connor   | Bogdányi Titanilla |
| Mr. Fletcher   | Alan Ruck          |                    |
| Josh           | Misha Osherovich   | Baráth István      |
| Booker         | Uriah Shelton      | Czető Roland       |
| Ryler          | Melissa Collazo    | Hermann Lilla      |
| Ginny          | Kelly Lamor Wilson | Pekár Adrienn      |
| Phil           | Magnus Diehl       | Moser Károly       |
| Isaac          | Nicholas Stargel   | Penke Bence        |
| Brett          | Ezra Sexton        | Kisfalusi Lehel    |
| Parsons        | Dane Davenport     | Király Adrián      |
| Hayworth       | Nick Arapoglou     | Seszták Szabolcs   |
| Sandra         | Emily Holder       | Laudon Andrea      |
| Tobin          | Carter W Glade     | Czető Ádám         |
| Tim            | Zack Shires        | Baradlay Viktor    |

## Gyártás
2019 augusztusának elején bejelentették, hogy Christopher Landon új horrorfilmet fog írni és rendezni. Jason Blum a Blumhouse Productions zászlaja alatt producerként szolgál. A konkrét cselekmény részleteit nem árulták el, de a történet állítólag egy erőszakos alakot követne nyomon egy kisvárosban. A gyártás októberben kezdődött a georgiai Atlantában. Landon később elmondta , hogy a film egy remake lesz a Nem férek a bőrödbe című filmnek.
2019 augusztusában bejelentették, hogy Kathryn Newton és Vince Vaughn lesznek a film főszereplői, a forgatókönyvet Landon és Michael Kennedy írja. 2019 októberében Uriah Shelton, Alan Ruck, Katie Finneran, Celeste O'Connor és Misha Osherovich csatlakozott a film szereplőihez.

### Forgatás
A forgatás 35 napig tartott, akkor még Freaky Friday, 13th címmel. 2019. október 21-én kezdődött és 2019. december 12-én fejeződött be.